# X Hydri
X Hydri är en pulserande variabel av Mira Ceti-typ (M) i stjärnbilden Lilla vattenormen.
X Hydri varierar mellan visuell magnitud +11,0 och 15,2 med en period av 304 dygn.